# 동족 목적어
동족 목적어(同族目的語, 영어: cognate object 또는 cognate accusative)는 언어학에서 그 어원이 동사와 같으므로, 동사에서 파생한 명사이다. 동족 목적어와 어울리는 동사는 본래 자동사이므로 다른 종류의 목적어와는 거의 잘 어울리지 않는다. 한국어에서 매우 두드러진 동족 목적어 현상은 영어, 독일어, 아이슬란드어, 러시아어, 고대 그리스어, 라틴어 등 유럽 언어들 그리고 아랍어, 히브리어, 치체와어 등 서로 관련되지 않은 언어들에서도 나타난다.

## 한국어의 예
| 동족 목적어 동사의 명사형 - 가래로 갈다 - 갈래로 갈리다 - 갈퀴로 갈퀴다, 할퀴다 - 거리를 거닐다 - 걸음을 걷다 (to walk a walk) - 굄돌, 굄목을 괴다 - 그림을 그리다 (to draw a drawing) - 금을 긋다 - 꼬챙이를 꽂다 - 꿈을 꾸다 (to dream a dream) - (팔)꿈치를 굽히다 - 나머지를 남기다 - 넓이를 넓히다 - 높이를 높이다 - 누룽지를 눌리다 - 누비를 누비다 - 다리를 달다 - 덤을 더주다 - 덮개를 덮다 - 도르래를 돌리다 - 둘레를 두르다 - 디딤돌을 딛다 - 뗏장을 떼다 - 또아리를 틀다 - 뜀을 뛰다 - 뜸을 뜨다 - 마개를 막다 - 말을 몰다 - 매듭을 맺다 - 먹이를 먹이다 (to feed food) - 몇모금 먹다 - 무덤에 묻다 - 무침을 무치다 - 바람에 불리다 - 바람을 (풀무로) 불다 (to blow with the blower) - 받침을 받치다 - 버무리를 버무리다 - 베개를 베다 - 볶음을 볶다 - 부채로 부치다 - 부침개를 부치다 - 부피를 부풀리다 - 북을 북돋우다 - 빛을 비추다 - 빨대를 빨다 - 빨래를 빨다 - 사람을 살리다 - 살림을 살다 (to live a living) - 삶을 살다 (to live a life) - 셈을 세다 - 소리로 소리치다 (to sound a sound) - 숨을 쉬다 (to breathe a breath) - 신을 신다 - 싸개로 싸다 - 싸움을 싸우다 - 써레로 써리다 - 쓰레기를 쓸다 - 얼음을 얼리다 - 여닫이를 여닫다 - 열쇠로 열다 - 울음을 울다 (to cry a cry) - 웃음을 웃다 (to laugh a laugh) - 이름을 이르다 (to name a name) - 이엉을 잇다 - 자루를 잡다 - 자리를 잡다 - 잠을 자다 - 자물쇠(로)를 잠그다 - 절임을 절이다 - 절이를 절이다 - 졸음을 졸다 - 죽음을 죽다 (to die a death) - 지게를 지다 - 지팡이를 짚다 - 짐을 지다 (to bear a burden) - 집을 짓다 (to build a building) - 차림을 차리다 - 춤을 추다 (to dance a dance) - 칼을 갈다 - 코를 골다 - 크기를 키우다 - 키를 키우다 | 동족 주어 형용사의 명사형 - 거름이 걸다 - 곱사등이 굽다 - 길이가 길다 - 까마귀는 까맣다 - 넓이가 넓다 - 높이가 높다 - 누리는 너르다 - 돈이 돌다 - 돌이 돌아오다 - 두꺼비가 두껍다 - 두께가 두껍다 - 두더지가 뒤지다 - 두덩이 두두룩하다 - 두둑이 두둑하다 - 무게가 무겁다 - 물이 마르다 - 물이 맑다 - 물이 묽다 - 바람이 불다 - 밝기가 밝다 - 버들이 부들부들하다 - 보풀이 보풀다 - 볼이 볼록하다 - 볼기가 볼록하다 - 부피가 부프다 - 불이 밝다 - 불이 붉다 - 빛이 비치다 - 빛이 빛나다 - 서리가 서리다 - 소나기가 쏟아지다 - 술이 쉬다 - 쐐기가 쏘다 - 얼음이 얼다 - 열매가 열리다 - 짜임새가 짜이다 - 크기가 크다 - 팔뚝이 두껍다 - 풀이 푸르다 |

## 같이 보기
- 동족어